# チャールズ・フランクリン・ブラナン
チャールズ・フランクリン・ブラナン（英語：Charles Franklin Brannan、1903年8月23日 - 1992年7月2日）は、アメリカ合衆国の政治家。ハリー・S・トルーマン政権にて第14代農務長官を務めた。

## 生涯
1903年8月23日にコロラド州デンバーにおいて誕生した。ブラナンは1929年にデンバー大学で法学の学士号を取得した。同年にはコロラド州で弁護士として認可を受けた。
1935年に連邦政府の再入植庁で地方担当顧問補を務め、農務省のニュー・ディール政策実施を支援した。1937年に農務省法務官室所属の地方担当弁護士のポストに就いた。ブラナンは1941年から1944年まで農業安定局で地域担当部長を務め、コロラド州・モンタナ州・ワイオミング州の管理を行った。
1949年にトルーマン大統領のフェア・ディール政策の一環として、いわゆる「ブラナン計画」を提起した。ブラナンは自由市場による見えざる手が物価を形成することを望む一方、農家の収入を保証する方策も望んでいた。ブラナンが提起したこの計画は、共和党が議会を支配していたために実現は叶わなかった。
1953年1月20日にはトルーマン大統領の任期満了に伴い農務長官を退任した。ブラナンはその後、1990年まで全米農民組合の法律顧問（顧問弁護士）を務めた。
1992年7月2日にコロラド州デンバーで死去した。